# Aleksandër Stavre Drenova

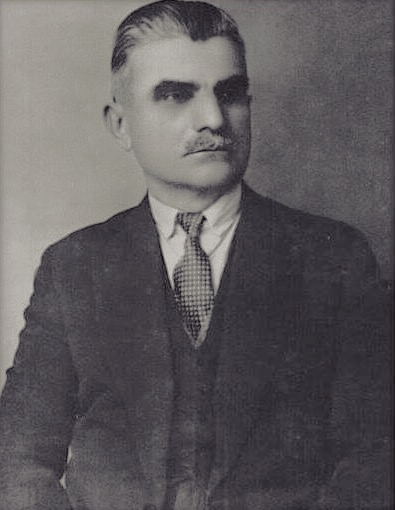
Aleksandër Stavre Drenova

Aleksandër Stavre Drenova, genannt Asdreni, (* 11. April 1872 in Drenova, Osmanisches Reich; † 11. Dezember 1947 in Bukarest, Rumänien) war ein albanischer Dichter. Er schrieb die albanische Nationalhymne.

## Leben
Asdreni stammte aus einer orthodoxen Familie und besuchte die griechische Schule in seinem bei Korça gelegenen Heimatdorf. Sein Vater starb 1885, als er dreizehn Jahre alt war. Daraufhin holten ihn seine Brüder nach Bukarest. In dieser Zeit kam Asdreni mit Intellektuellen und Schriftstellern der albanischen Exilgemeinde in Rumänien in Kontakt. Er arbeitete unter anderem als Redakteur des Wochenblatts Shqipetari (Der Albaner) und verfasste eines der ersten albanischen Schullesebücher. Nach einem kurzen Aufenthalt in Albanien 1914 kehrte er nach Rumänien zurück und engagierte sich in der albanischen Nationalbewegung. 1937 besuchte er Albanien ein weiteres Mal, kehrte aber bald nach Rumänien zurück, wo er 1947 verstarb.

## Schriftsteller
Asdrenis ist nicht nur für die Albanische Literatur, sondern auch für die Freiheitsbewegung seines Volkes von großer Bedeutung. Zeit seines Lebens verfolgte er das Ziel der Befreiung Albaniens von der Herrschaft der Türken. Er kritisierte dabei das albanische Bürgertum und sah sich als Sprecher des ärmeren Volkes.
Sein Frühwerk ist als romantisch einzustufen. Später entwickelte sich Asdreni zum sozialkritischen Realisten.
Sein Werk ist umfangreich und vielgestaltig, wobei die Lyrik überwiegt. 1904 veröffentlichte Asdreni seine erste Sammlung von 99 Gedichten (Rreze dielli), welche er dem albanischen Nationalhelden Skanderbeg widmete. Sein zweiter Gedichtband (Ëndrra e lotë) wurde 1912 veröffentlicht und war der britischen Anthropologin Edith Durham gewidmet. Asdrenis dritte Gedichtsammlung (Psallme murgu) erschien 1930.

## Werke
- Rreze dielli („Sonnenstrahlen“, 1904)
- Ëndrra (dh)e lotë („Träume und Tränen“, 1912)
- Psallme murgu („Psalme eines Mönchs“, 1930)
- Kambana e Krujës („Die Glocke von Kruja“, 1937)